# Alison Brito
Alison Brito Agues (Praia, Cabo Verde; 27 de octubre de 1984) es un futbolista de Cabo Verde que se desempeña como delantero en el Windsor Arch Ka I de la Primera División de Macao de Macao. Se inició en el CD Monte Carlo, pero debido a la falta de oportunidades del primer equipo fue transferido al Casa do FC Porto en donde logró ser el máximo goleador en 2012.

## Clubes
| Club              | País  | Año       |
| ----------------- | ----- | --------- |
| CD Monte Carlo    | Macao | 2008      |
| Casa do FC Porto  | Macao | 2009-2012 |
| Windsor Arch Ka I | Macao | 2013      |

## Palmarés

### Distinciones individuales
| Distinción      | Año  | Goles |
| --------------- | ---- | ----- |
| Máximo goleador | 2012 | 17    |